# Charles McKee
Charles McKee (conocido como Charlie McKee; Seattle, 14 de marzo de 1962) es un deportista estadounidense que compitió en vela en las clases 470 y 49er. Su hermano Jonathan compitió en el mismo deporte.
Participó en dos Juegos Olímpicos de Verano, obteniendo dos medallas, bronce en Seúl 1988 (clase 470 junto con John Shadden) y bronce en Sídney 2000 (clase 49er junto con Jonathan McKee).
Ganó dos medallas en el Campeonato Mundial de 49er, oro en 2001 y plata en 1997 y una medalla de bronce en el Campeonato Mundial de 470 de 1988.

## Palmarés internacional
| Juegos Olímpicos   | Juegos Olímpicos     | Juegos Olímpicos  | Juegos Olímpicos |
| Año                | Lugar                | Medalla           | Clase            |
| ------------------ | -------------------- | ----------------- | ---------------- |
| 1988               | Seúl (Corea del Sur) | Medalla de bronce | 470              |
| Campeonato Mundial |                      |                   |                  |
| Año                | Lugar                | Medalla           | Clase            |
| 1988               | Haifa (Israel)       | Medalla de bronce | 470              |

| Juegos Olímpicos   | Juegos Olímpicos   | Juegos Olímpicos  | Juegos Olímpicos |
| Año                | Lugar              | Medalla           | Clase            |
| ------------------ | ------------------ | ----------------- | ---------------- |
| 2000               | Sídney (Australia) | Medalla de bronce | 49er             |
| Campeonato Mundial |                    |                   |                  |
| Año                | Lugar              | Medalla           | Clase            |
| 1997               | Perth (Australia)  | Medalla de plata  | 49er             |
| 2001               | Malcesine (Italia) | Medalla de oro    | 49er             |